# David Raum
David Raum, född 22 april 1998, är en tysk fotbollsspelare som spelar för RB Leipzig i Bundesliga. Han representerar även det tyska landslaget.

## Klubbkarriär
Den 1 juli 2021 gick Raum på fri transfer till 1899 Hoffenheim, där han skrev på ett fyraårskontrakt. Han debuterade i Bundesliga den 14 augusti 2021 i en 4–0-vinst över FC Augsburg.
Den 31 juli 2022 värvades Raum av RB Leipzig, där han skrev på ett femårskontrakt.

## Landslagskarriär
Raum har representerat Tyskland på flera ungdomsnivåer.
Han debuterade för Tysklands landslag den 5 september 2021 i en 6–0-vinst över Armenien. I november 2022 blev Raum uttagen i Tysklands trupp till VM 2022.